# ひのひかり智
ひのひかり智（ひのひかり とも、1975年6月1日 - )は、日本のピン芸人である。本名及び旧芸名、山崎 智（やまさき とも）。男性。
福岡県筑後市出身。福岡吉本所属。初代佐賀県住みます芸人。農家と兼業している芸人である。大阪NSC22期生、福岡吉本11期生。体重168cm、身長67kg。血液型はA型。

## 人物・芸風
- 2000年8月、現事務所所属。
- 滑舌が悪いところがある。
- 九州の農業高校に通っていたが、8割がヤンキーだったらしく、いじめられていたという。
- 彼の田んぼではアイガモ農法で無農薬の米を作っている。田植え、稲刈りの農作業のため6月~11月は芸人を休業する。
- 普通自動車免許、農業科の教員免許を持っている。
- 持ちネタはお米を題材とした漫談やショートコント。第3回爆笑ピンクカーペット、新春ゴールデンピンクカーペットに出演し、「お米売りの少女」というネタで出演した。また、その時も彼は自分の田んぼで獲れた米を小道具として使用していた。さらに、ネタで使用する小道具は自分の畑で毎年新しく収穫した作物を使用している。
- 最初は本名で活動していたが、後に現芸名に改名。
- 令和4年7月23日、平井堅さんのモノマネが出きたことを、先輩芸人おたこぷーのYouTubeチャンネル「おたこぷーChildren」で披露した。
- 明治製菓「カール」キャラクター「カールおじさん」にそっくりな風貌を共演者に指摘され、

拒否するギャグを持つ。

## 出演番組・ライブ・イベント
- 爆笑ピンクカーペット　キャッチコピーは「笑いの兼業農家」
- ヨシモト∞「博多華丸・大吉と九州芸人の45分」
- ぐるぐるアース （テレビ西日本）
- ゴリゴリLIVE!

・YouTubeチャンネル「おたこぷーChildren」